# Le Président (roman de Simenon)
Pour les articles homonymes, voir Le Président.
Le Président est un roman de l'écrivain belge Georges Simenon publié aux Presses de la Cité en 1958.
L'œuvre est achevée à Noland, Échandens (canton de Vaud), Suisse, le 14 octobre 1957.

## Résumé
Augustin – on ne le désigne que par son prénom –, ancien président du Conseil, s'est retiré dans sa propriété des Ebergues, après un cuisant échec politique. Bien qu'entouré d'un personnel dévoué et vigilant qu'il tyrannise un peu, il est très isolé, sans que sa solitude l'affecte, car il met son indépendance au-dessus de tout et il a entrepris de rédiger ses mémoires. Une crise gouvernementale à laquelle est mêlé son ancien chef de cabinet lui donne l’opportunité de divulguer certaines informations qui mettraient ce dernier en difficulté…
Sans trop se l'avouer, il souffre d’avoir perdu toute influence dans la vie politique du pays. Il entrevoit cependant une lueur d'espoir en suivant de près une crise gouvernementale que traverse la France et pour le dénouement de laquelle on cite le nom de Chalamont, son ancien chef de cabinet. N'a-t-il pas conservé des documents qu'il croit compromettants pour les politiciens du moment et, entre autres, un aveu écrit arraché à ce Chalamont après une grave trahison de celui-ci ? En effet, vingt ans plus tôt, informé de par ses fonctions d’une dévaluation imminente, devenue indispensable et préparée en secret dans l'entourage du Président, Chalamont avait divulgué l’opération à son beau-père, un important financier qui en avait tiré un profit considérable.
Mais Augustin prend conscience de son illusoire vanité, lorsqu’il voit Chalamont, qui est devenu un homme influent, accepter de former un nouveau gouvernement, négligeant ainsi avec indifférence la menace que le Président croyait faire peser sur lui. Ce choc ramène le vieillard à la réalité ; c’est sans amertume et en quelque sorte soulagé qu'il brûlera ses papiers pour attendre une mort paisible qui ne saurait plus tarder.

## Aspects particuliers du roman
Roman de la solitude volontaire, aux dialogues rares et brefs. Le présent et le passé s’y côtoient, ouvrant quelques échappées sur les coulisses de la scène politique française. Le point de vue adopté, qui est celui du vieux Président, fait ressortir en contrepoint le caractère relatif d’évènements dont l’importance s’est diluée avec le temps.
L'ancien Président du Conseil Georges Clemenceau a servi de modèle à Simenon[réf. nécessaire].

## Fiche signalétique de l'ouvrage

### Cadre spatio-temporel

#### Espace
« Les Ebergues », ancienne ferme située près de Bénouville (Normandie), "entre Etretat et Fécamp" (Le Livre de Poche, p. 15). Le mot "ébergues" désignerait en normand "certains morceaux de morue préparés de façon à servir d'appâts pour la pêche". Mais le nom attribué à la maison serait en fait la déformation d'une dénomination initiale "Les Ebernes" provenant du mot "éberner", essuyer les excréments d'un enfant (Ibid., pp. 152-153). 
Paris pour les souvenirs du parcours ministériel du Président. 

#### Temps
Époque contemporaine.

### Les personnages

#### Personnage principal
Augustin (patronyme non indiqué). Ancien président du Conseil des ministres. Veuf (une fille mariée à François Maurelle, un petit-fils qu’il ne voit plus). 82 ans.

#### Autres personnages
- Philippe Chalamont, autrefois secrétaire, puis chef de cabinet du Président, député du 16e arrondissement à Paris, chef du groupe des indépendants de gauche, pressenti pour devenir le nouveau Président du Conseil.
- Le personnel de la maison du Président : Mme Milleran, la secrétaire "au nom, à une lettre près, d'un ancien collègue [d'Augustin] qui, lui, avait été président de la République" (Le Livre de Poche, p. 9) ; Émile, le chauffeur ; Mlle Blanche, l'infirmière ; le docteur Gaffé, le médecin ; Gabrielle, la cuisinière ; Marie, la jeune bonne ; trois agents de sécurité.
- Xavier Malate, condisciple d'école et jadis solliciteur invétéré.
- Marthe de Créveaux, sa pygmalionne d'antan.

## Éditions
- Prépublication en feuilleton dans le bimensuel La Revue des Deux Mondes, n° 9-12, du 1er mai au 15 juin 1958
- Édition originale : Presses de la Cité, 1958
- Livre de Poche, n° 14281, 1998  (ISBN 978-2-253-14281-2)
- Tout Simenon, tome 9, Omnibus, 2002  (ISBN 978-2-258-06050-0)
- Romans durs, tome 10, Omnibus, 2013  (ISBN 978-2-258-09397-3)
- Romans durs, tome 10, Omnibus, 2023  (ISBN 978-2-258-20267-2)

## Adaptation cinématographique
- 1961 : Le Président, film français réalisé par Henri Verneuil, avec Jean Gabin (Émile Beaufort), Bernard Blier (Philippe Chalamont), Renée Faure (Milleran), Alfred Adam (François, le chauffeur), Louis Seigner (Lauzet-Duchet), Henri Crémieux (Antoine Monteil), Pierre Larquey (Augustin, l'ami agriculteur) et Léon Zitrone (dans son propre rôle).

## Source
- Maurice Piron, Michel Lemoine, L'Univers de Simenon, guide des romans et nouvelles (1931-1972) de Georges Simenon, Presses de la Cité, 1983, p. 198-199  (ISBN 978-2-258-01152-6)